# マンチケーラ山脈
マンチケーラ山脈（マンチケーラさんみゃく、ポルトガル語: Serra da Mantiqueira）は、ブラジルのサンパウロ州、ミナスジェライス州、リオデジャネイロ州にまたがる山脈である。長さは約500kmで、この地名の語源はトゥピ語で「雨のひとしずく」である。最高峰はペドラ・ダ・ミーナ山 (標高2,798m) である。

## 参考
- pt:Serra da Mantiqueira （ポルトガル語） 2012年3月30日 14:00 の版